# Матиньонский дворец
Матиньонский дворец, реже отель Матиньон (фр. hôtel Matignon) — официальная резиденция премьер-министра французского правительства, расположенная по адресу ул. Варенн 57 (Varenne) в 7-м округе Парижа.

## Залы и комнаты дворца
Дворец имеет два этажа. 
- галерея Совета,
- Жёлтый салон (Salon Jaune),
- Голубой салон (Salon bleu) содержит журнальный стол с креслами, оббитыми синей тканью. Стены белые с золотыми молдингами.
- Красный салон (Salon rouge).
- Бюро (Bureau du ministre)
- Рабочий кабинет премьер-министра (Grand cabinet);
- Зал заседаний (Chambre de parole)
- Столовая (Salle à manger)

Также при дворце имеется курительная и личные апартаменты премьер-министра.

## История
История дворца начинается в 1719 году, когда принц де Тенгри приобрел земельный участок на берегу Сены в предместье Сен-Жермен. В 1722 году архитектор Куртонн разработал проект дворца и приступил к строительству. Ввиду недостатка финансирования он продал недостроенную резиденцию Жаку III де Гойон-Матиньону. В 1725 году дворец был построен. Жак IV жил в нём до тех пор, пока не унаследовал престол княжества Монако. В середине XVIII века Матиньонский дворец занимала его ветреная невестка, Мария Катерина Бриньоле-Сале, которая здесь тайно встречалась с принцем Конде, впоследствии ставшим её мужем.
После Матиньонов дворец сменил несколько владельцев, включая Талейрана и Наполеона, прежде чем Людовик XVIII не выменял его на Елисейский дворец у Батильды Орлеанской, сестры Филиппа Эгалите. Её племянница, Аделаида Орлеанская (сестра короля Луи-Филиппа), поселила во дворце монашек, затем сдала его в аренду богатому американцу. При Второй империи дворец приобрёл финансист Раффаэле Феррари, герцог де Гальера. По завещанию его вдовы, известной филантропки, дворец перешёл в собственность Австро-Венгрии с тем, чтобы стать австрийским посольством в Париже.
Во время Первой мировой войны Матиньонский дворец был национализирован как имущество враждебной державы. В 1935 году дворец был отреставрирован и передан правительству Франции.

## Парк

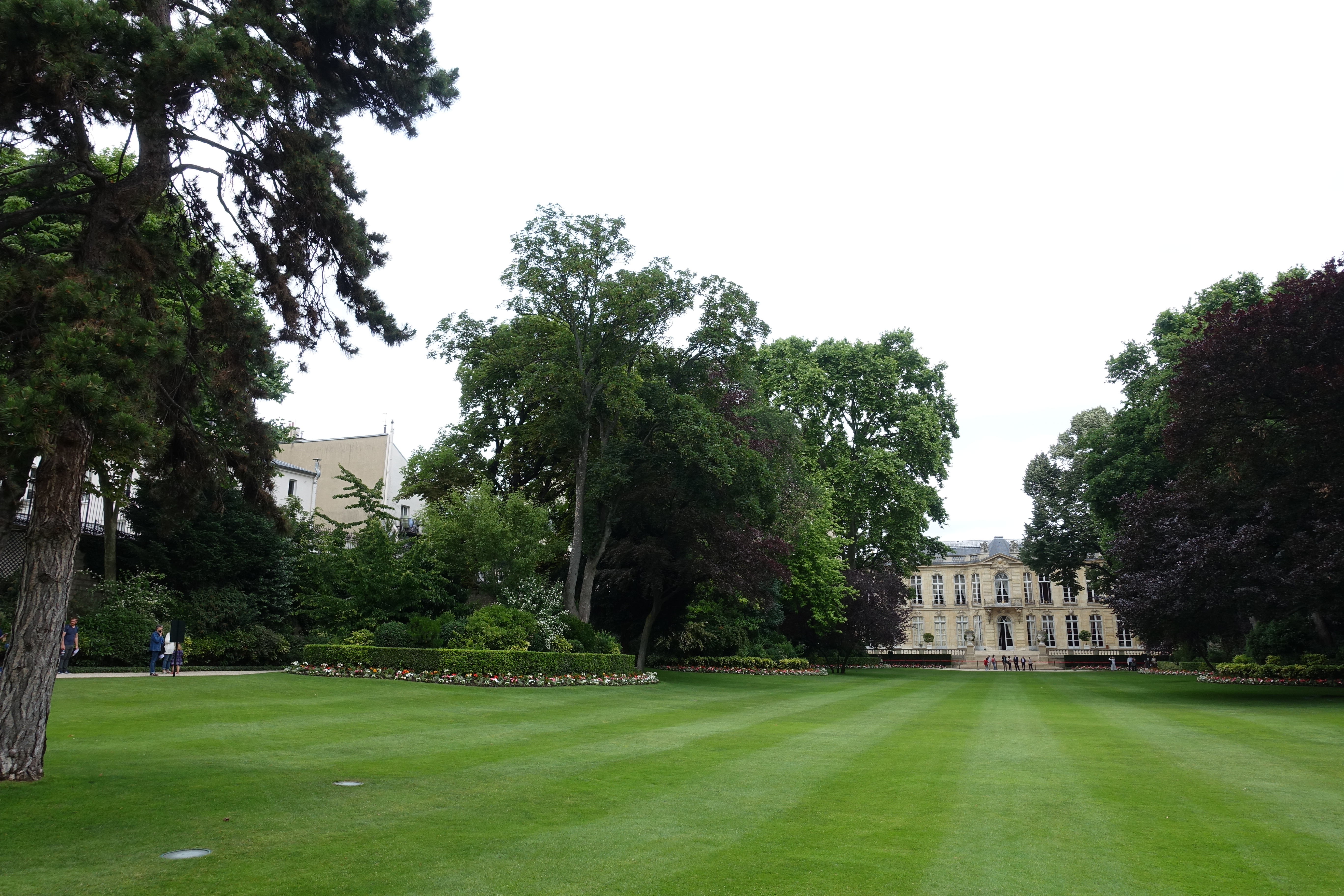
Парк дворца Матиньон

Дворец окружен парком площадью 2,4 га, созданным в 1902 году Ашилем Дюшеном (Achille Duchêne). Это самый большой частный сад в Париже. В нём объединены перспектива «а-ля-франсе» и способ насаждения «а-л’англе» (в английском стиле). В парке высажено до сотни различных сортов деревьев и кустарников. Со времён Раймона Барра, посадившего здесь сахарный клён, возникла традиция посадки дерева каждым новым премьер-министром (исключение — Жак Ширак):
- Пьер Моруа: венгерский дуб
- Лоран Фабиус: болотный дуб
- Мишель Рокар: ликвидамбр смолоносный
- Пьер Береговуа: лириодендрон тюльпановый
- Эдит Крессон: гингко
- Эдуар Балладюр: клён серебристый
- Ален Жюппе: церцидифиллюм
- Лионель Жоспен: вяз
- Жан-Пьер Раффарен: парротия
- Доминик де Вильпен: дуб черешчатый
- Франсуа Фийон: кизил (7 декабря 2007)[4])
- Жан-Марк Эро: магнолия крупноцветковая
- Мануэль Вальс: дуб черешчатый
- Бернар Казнёв: магнолия кобус
- Эдуар Филипп: яблоня
- Жан Кастекс: ясень
- Элизабет Борн: дуб каменный
- Габриэль Атталь: клён серый
- Мишель Барнье:
- Франсуа Байру: